# Las Ventas

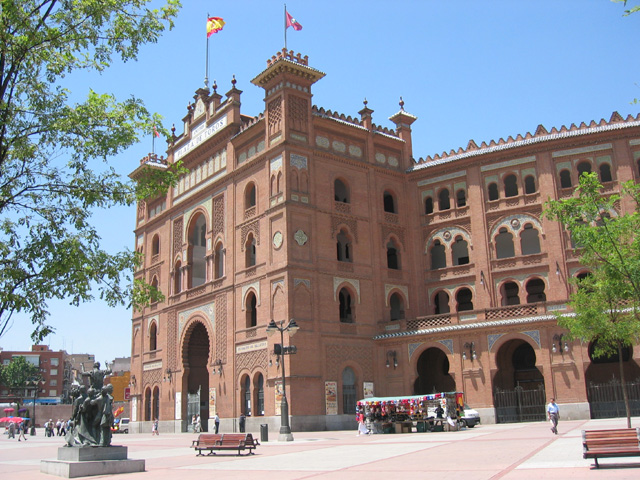
L'ingresso principale dell'arena

La Plaza de Toros de Las Ventas è la più importante plaza de toros della Spagna e una delle più prestigiose al mondo. Si trova nella zona est di Madrid, nel quartiere di Salamanca, e ha una capienza di 26.000 spettatori che ne fanno la terza più grande del mondo. 
Fu progettata dall'architetto José Espeliu, in stile neomudéjar e inaugurata il 17 giugno 1931.

## Storia
Prima del 1931 le corride di Madrid si tenevano in una struttura più piccola, costruita nel 1874 e situata in Carretera de Aragon, ma l'aumento di popolarità di questo spettacolo negli anni venti comportò la necessità di un nuovo edificio più capiente. Il progetto fu affidato da José Espeliu, amico del celebre torero Joselito, e il terreno su cui edificare venne fornito dalla famiglia Jardón, che in cambio ottenne la gestione dell'arena per cinquant'anni. Il primo mattone fu posizionato il 19 marzo 1922 e la costruzione dell'edificio costò 12 milioni di pesetas e terminò nel 1929. Il primo combattimento di inaugurazione si tenne il 17 giugno 1931. Durante la guerra civile spagnola i combattimenti vennero sospesi, e ripresero nel 1939 e da allora l'arena è stata utilizzata regolarmente tutti gli anni per la stagione delle corride, che va da marzo a dicembre.
Saltuariamente essa viene anche utilizzata per spettacoli di altro genere e il 2 luglio 1965 vi si esibirono i Beatles e nel 1996 il gruppo rock degli AC/DC vi tenne un celebre concerto, da cui fu tratto un DVD dal titolo No Bull. Il cantante statunitense Bruce Springsteen affermó pubblicamente che l'arena era il luogo con la miglior acustica in cui aveva suonato.

## Struttura

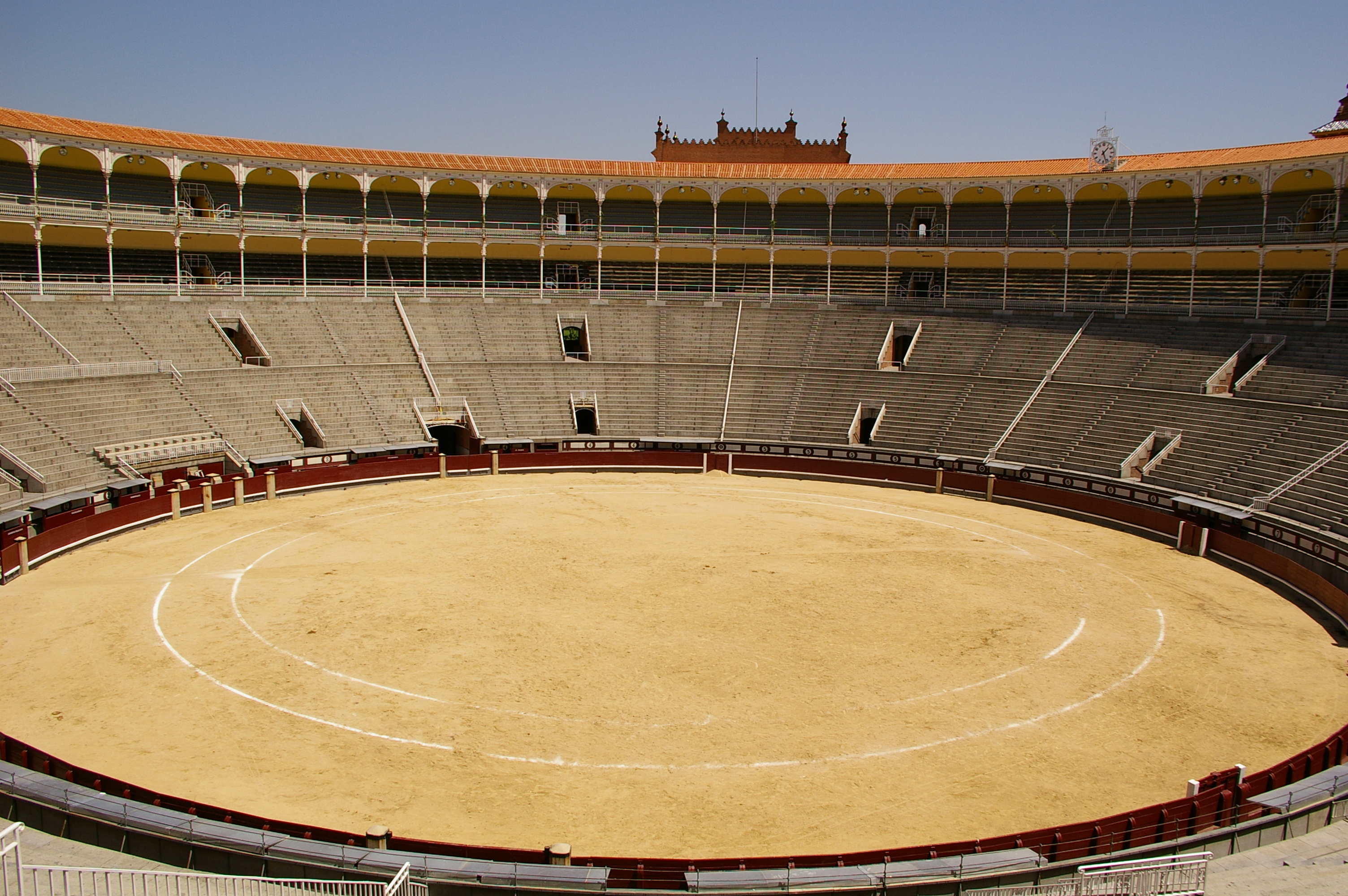
L'arena di Las Ventas è una delle più grandi del mondo

Las Ventas ha una struttura quasi perfettamente circolare e l'arena centrale è una delle più grandi del mondo, con circa 60 m di diametro. Tutt'intorno all'arena si sviluppano le gradinate dei posti a sedere, suddivise in 10 scomparti detti tendidos, i più prestigiosi dei quali sono coperti. Il decimo tendido è riservato al presidente della corrida, che svolge funzione di arbitro; nella stessa zona si trova il balcone riservato al re, esattamente di fronte all'orologio. All'arena si accede da cinque diversi cancelli, più tre toriles, riservati all'ingresso dei tori. La famosa "Puerta Grande", collocata fra i tendidos 7 e 8, è il cancello più importante; solo ai toreri che si distinguono in modo particolare è concesso l'onore di uscire dall'arena attraverso questa porta. Accanto alla Puerta Grande, sulla facciata verso l'esterno, si trova una targa con l'elenco dei toreri che hanno avuto questo onore nella storia dell'arena.

## Manifestazioni
La stagione della tauromachia inizia a marzo e finisce a dicembre; durante i mesi successivi, in Spagna, si tengono corride solo nelle arene al coperto. Durante la festa di San Isidro si tengono combattimenti tutti i giorni, mentre per il resto della stagione solo di domenica o nei giorni festivi. I combattimenti iniziano intorno alle 18 o alle 19 e durano 2/3 ore.
Il prezzo dei biglietti varia in funzione della distanza del posto dall'arena centrale, e dalla posizione al sole (più economici) o all'ombra (più costosi).

## Trasporti
Las Ventas è raggiungibile grazie alle linee 2 e 5 della metropolitana e a molte linee di autobus.